# Sheykh Taqqeh
Sheykh Taqqeh (persiska: شِيخ تَقِه, شِيخ تاوِز, شيخ تقه, شِيخ تَقی) är en ort i Iran.   Den ligger i provinsen Kurdistan, i den nordvästra delen av landet, 300 km väster om huvudstaden Teheran. Sheykh Taqqeh ligger 1 843 meter över havet och antalet invånare är 163.
Terrängen runt Sheykh Taqqeh är lite kuperad.Runt Sheykh Taqqeh är det ganska tätbefolkat, med 58 invånare per kvadratkilometer. Närmaste större samhälle är Qorveh, 14,9 km sydost om Sheykh Taqqeh. Trakten runt Sheykh Taqqeh består i huvudsak av gräsmarker.